# Todesfrist – Nemez und Sneijder ermitteln
Todesfrist – Nemez und Sneijder ermitteln (Arbeitstitel Todesfrist) ist ein deutsch-österreichischer Fernsehfilm aus dem Jahr 2019 von Christopher Schier mit Josefine Preuß als Kommissarin Sabine Nemez und  Raymond Thiry als Fallanalytiker Maarten S. Sneijder. Das Drehbuch von Verena Kurth basiert auf dem Roman Todesfrist (2013) des österreichischen Schriftstellers Andreas Gruber. Die Erstausstrahlung erfolgte am 6. Oktober 2019 auf Sat.1 emotions, einen Tag später auf Sat.1. Der Film wurde mit Todesurteil – Nemez und Sneijder ermitteln (2021) fortgesetzt.

## Handlung
Die Figuren aus dem Kinderbuch Struwwelpeter sind das Vorbild einer Mordserie, deren Auftakt der Fund einer Frauenleiche in der Frauenkirche in München ist. Das Opfer ist an einer großen Menge Tinte erstickt, in Anlehnung an die Geschichte von den schwarzen Buben. Zwei Tage vor dem Mord erhielt eine vertraute Person des Mordopfers einen Hinweis mit einem Rätsel und einer Frist von 48 Stunden, wobei das Lösen des Rätsels das Opfer vor dem Tod hätte bewahren können.
Ähnliche Fälle gab es in Dresden und Köln. Die Münchner Kommissarin Sabine Nemez beginnt im Fall des Opfers in der Frauenkirche zu ermitteln, bis sich das BKA einschaltet. Der forensische Psychologe Maarten S. Sneijder, ein eigensinniger, aber genialer Fallanalytiker aus den Niederlanden soll die Suche nach dem Serienmörder übernehmen. Für Nemez ist die Lösung des Falles ein persönliches Anliegen. Sie überzeugt daher Sneijder weiter mit ihm ermitteln zu dürfen.
Die Spuren führen die beiden auch nach Wien, wo Psychologin Helene Berger ähnlich der Geschichte vom Daumenlutscher ein Paket mit einem abgetrennten Daumen erhalten hat. Unklar ist, ob das Opfer noch am Leben ist und noch gerettet werden kann, ein Wettlauf mit der Zeit beginnt. Ebenso stellt sich die Frage, warum sich der Täter das Kinderbuch von Heinrich Hoffmann als Vorlage für seine Taten aussucht. Mithilfe der Wiener Kollegen gelingt es die Spur zu einem Straftäter zu finden, der verpflichtet wurde, sich in psychologische Behandlung zu begeben. Die einzige, die sich dafür eingesetzt hatte, dass der junge Mann nicht ins Gefängnis muss, war Helene Berger, jene Person, der auch das Rätsel geschickt wurde und die sich inzwischen an die Polizei gewandt hat. 
So gelingt es zwei seiner Opfer noch lebend zu finden, doch entführt er währenddessen Helene Berger, weil er noch nicht alle Geschichten des Struwwelpeter „abgearbeitet“ hat. Da der Ursprung von Carl Bonis psychologischer Störung in dessen Kindheit begründet liegt, vermuten die Ermittler, dass er sich für die letzten beiden „Geschichten“ einen Ort seiner Kindheit gewählt hat. Damit sollen sie recht behalten und können Helene Berger retten. Boni selber hat sich derweil auf das Dach des Gebäudes begeben und springt mit einem roten Regenschirm – analog der Geschichte vom fliegenden Robert – in die Tiefe. Boni hatte das Kinderbuch als Tatvorlage ausgewählt, weil dies das erste Buch gewesen war, welches ihm sein Vater geschenkt hatte.

## Produktion und Hintergrund
Die Dreharbeiten fanden vom 18. März bis zum 16. April 2019 statt. Gedreht wurde, bis auf wenige Städteaufnahmen, hauptsächlich in Wien. Drehorte waren unter anderem das Arsenal, die Gerichtsmedizin und die ÖBV-Buchhandlung am Schwarzenbergplatz.
Produziert wurde der Film von der deutschen Constantin Television (Karsten Rühle und Friedrich Wildfeuer), in Ko-Produktion mit der österreichischen Epo-Film (Dieter  und Jakob Pochlatko), beteiligt war Sat.1 (Redaktion Thomas Kren und Wolfgang Oppenrieder). Unterstützt wurde die Produktion vom Filmfonds Wien.
Für den Ton zeichnete Klaus Kellermann verantwortlich, für das Szenenbild Conrad Moritz Reinhardt, für die Kostüme Amanda Frühwald und für die Maske Valerie Rossacher und Susanne Weichesmiller.
Es handelt sich um die Verfilmung des ersten Buches aus der Todesreihe mit dem niederländischen Profiler Maarten S. Sneijder als Hauptfigur. Für Teil 2 und 3 wurden Drehbücher in Auftrag gegeben.
Der österreichische Schriftsteller Andreas Gruber hatte einen kurzen Cameoauftritt. In der Szene, bei der Nemez und Sneijder in einem Buchladen sind, steht er vor einem Regal mit seinem Buch Todesfrist in der Hand.

## Rezeption
Der Film wurde 2020 in den Wettbewerb des Deutschen FernsehKrimi-Festivals eingeladen.

### Kritik
Maximilian Haase befand im Weser Kurier, dass sich Josefine Preuß als Kommissarin gemeinsam mit ihrem niederländischen Kollegen manierlich schlagen würde, Nemez und Sneijder könnten ein neues Krimi-Traumduo werden. Haase schrieb: „Die Deutsche und ihr niederländischer Kollege sehen sich einem Sadisten gegenüber, der tödliche Spielchen treibt und den Ermittlern eine Frist setzt - die bekannte Kinoreihe Saw lässt grüßen.“
Hauptdarstellerin Josefine Preuß sagte in Bezug auf die literarischen Vorlage Struwwelpeter, dass sie es „fast schon erschreckend“ empfinde, „wie brutal, grausam und, aus heutiger Sicht, pädagogisch wertlos diese Geschichten für Kinder sind“.
Julian Miller meinte auf Quotenmeter.de, dass der Film die Überreizung seiner pfiffigen Grundidee vermeiden würde und stattdessen auf die Stärke seiner Ermittlerfiguren und ihre kompetenten Darsteller setzen würde. Das Ergebnis sei ungeachtet vieler durchdachter Impulse trotzdem erstaunlich unscheinbar. So oder so ähnlich könnten sich Preuß und Thiry auch durch einen Münchener oder Dresdener Tatort ermitteln. „Das mag man nun als Affront verstehen, schließlich scheint sich Todesfrist mit seiner durchaus innovativen Grundidee zu gefallen – oder als Kompliment, es mit dem massentauglichsten und populärsten Krimi-Franchise der deutschen Fernsehgeschichte aufnehmen zu können.“
Tilmann P. Gangloff von tittelbach.tv schrieb, der Film würde seinen Reiz nicht zuletzt aus dem ungleichen Titelduo beziehen. Ein weiterer Einschaltgrund neben Handlung und Hauptdarstellern sei die herausragende optische Qualität, die Bildgestaltung habe nahezu Kinoniveau.

### Einschaltquote
Die Free-TV-Ausstrahlung auf Sat.1 am 7. Oktober 2019 erreichte 1,66 Millionen Zuschauer, was einem Marktanteil von 5,7 Prozent entsprach. Aus der werberelevanten Zielgruppe der 14- bis 49-Jährigen stammten 0,64 Millionen Zuschauer. Dies entsprach 7,4 Prozent Marktanteil.